# سمير الرفاعي (سياسي)
سمير الرفاعي (30 يناير 1901 - 12 أكتوبر 1965)، سياسي ووزير أردني ورئيس وزراء سابق، ولد في صفد في فلسطين وقيل في مرجعيون جنوب لبنان، توفي في مدينة عمّان.

## المؤهلات العلمية
- الثانوية العامة من مدينة صفد
- التعليم العالي في كلية الاداب والفنون الاميركية والجامعة الاميركية في لبنان
- التحق بمعاهد الحقوق

## المناصب
تولى خلال مسيرته عددًا من المناصب والمهام:
- 1924: مديرا لديوان رئاسة الوزراء.
- 1927: مساعد أول للسكرتير العام للحكومة.
- 1929-1930: مديرا للأملاك الدولية.
- 1933: سكرتير لرئاسة الوزراء.
- 1937: مدير المعارف.
- 1941: وزير الداخلية والمعارف ثم المالية والعدلية.
- 1944: ألّف الوزارة.
- 1947: ألّف الوزارة.
- 1951: رئيس الوزراء ووزير الخارجية.
- 1955: رئيس الوزراء ووزير الخارجية.
- 1958: رئيس الوزراء ووزير الخارجية.

## وصلات خارجية
- سمير الرفاعي على موقع الموسوعة البريطانية (الإنجليزية)
- سمير الرفاعي على موقع مونزينجر (الألمانية)